# ماجد عبد العظيم
ماجد عبد العظيم (30 أغسطس 1969 -) هو ممثل وأستاذ اقتصاد بمدينة الثقافة والعلوم مصرى.

## حياته ومسيرته
ولد في 30 أغسطس 1969 بالقاهرة، تخرج من كلية التجارة جامعة القاهرة، وهو أستاذ ورئيس قسم الاقتصاد وخبير التنمية المستدامة بمدينة الثقافة والعلوم، بدأ نشاطه الفنى في مطلع التسعينيات بفيلم الحب في الثلاجه، ثم واصل نشاطه بالسينما والتليفزيون، بجانب عمله أستاذ جامعي، يعتبر التمثيل من أحد هوايته، ومن أهم أعماله البارزة فيلم واحد من الناس سنة 2006.

## أعماله
2023 - مسلسل
القاضي
لعبة نيوتن
2021 - مسلسل
صابر وراضي
2020 - فيلم
مستشار راضي بك
البرنسيسة بيسة
2019 - مسلسل
مدرس عربي
خسسني شكراً
2019 - فيلم
الخروج عن النص
2018 - فيلم
القاضى
بيت السلايف
2018 - مسلسل
ضيف
عفاريت عصمت
2018 - مسلسل - سيت كوم
أرض جو
2017 - مسلسل
بين عالمين
2017 - مسلسل
محمد اشرف وكيل النيابة
سمكة وصنارة
2017 - فيلم
المترودوتيل
أزمة نسب
2016 - مسلسل
القيصر
2016 - مسلسل
المتحدث الاعلامي باسم وزارة الداخلية
سلسال الدم ج3
2016 - مسلسل
شهادة ميلاد
2016 - مسلسل
محامي سارة
عمود فقري
2016 - فيلم
كنغر حبنا
2016 - فيلم
ماجد (ضيف شرف)
وجع البنات
2016 - مسلسل
أستاذ ورئيس قسم
2015 - مسلسل
اللواء ابراهيم
الدنيا مقلوبة
2015 - فيلم
العهد (الكلام المباح)
2015 - مسلسل
مصيلحي
زواج بالإكراه
2015 - مسلسل
لعبة إبليس
2015 - مسلسل
عادل
هز وسط البلد
2015 - فيلم
الإكسلانس
2014 - مسلسل
ظابط شرطة
حماتي بتحبني
2014 - فيلم
صديق العمر
2014 - مسلسل
أنور مساعد حكيم
البرنسيسة
2013 - فيلم
المحامي
العراف
2013 - مسلسل
مدير مكتب الفرماوي
ألف سلامة
2013 - مسلسل
فايز أيوب - محامي
تتح
2013 - فيلم
العميد عصام السكران
على كف عفريت
2013 - مسلسل
ميراث الريح
2013 - مسلسل
نكدب لو قلنا مابنحبش
2013 - مسلسل
جدو حبيبي
2012 - فيلم
رد فعل
2012 - فيلم
كمال سالم
مصور قتيل
2012 - فيلم
فرج مدير الجريدة
المركب
2011 - فيلم
دكتور الجامعة
سمارة
2011 - مسلسل
صرخة نملة
2011 - فيلم
عيلة عجب
2011 - مسلسل
العتبة الحمرا
2010 - مسلسل
سمير فاخر - مسؤول غامض
الهاربتان
2010 - فيلم
الوتر
2010 - فيلم
طبيب المستشفى
بون سواريه
2010 - فيلم
زهرة وأزواجها الخمسة
2010 - مسلسل
منتهى العشق
2010 - مسلسل
ابن الأرندلي
2009 - مسلسل
أحلام نبيلة
2009 - مسلسل
آخر أيام الحب
2009 - مسلسل
أفراح إبليس ج1
2009 - مسلسل
الأدهم
2009 - مسلسل
الباطنية
2009 - مسلسل
الحكايه فيها منة
2009 - فيلم
وكيل النيابة
أنا قلبي دليلي
2009 - مسلسل
أيام صعبة
2009 - فيلم
رئيس النيابة
تاجر السعادة
2009 - مسلسل
ماجد
حرب الجواسيس
2009 - مسلسل
دكان شحاتة
2009 - فيلم
راجل وست ستات ج4
2009 - مسلسل - سيت كوم
راجل وست ستات ج5
2009 - مسلسل - سيت كوم
عبودة ماركة مسجلة
2009 - مسلسل
كريمة .. كريمة
2009 - مسلسل
كلام نسوان
2009 - مسلسل
ليالي
2009 - مسلسل
ما تخافوش
2009 - مسلسل
مشاعر في البورصة
2009 - مسلسل
هانم بنت باشا
2009 - مسلسل
الريس عمر حرب
2008 - فيلم
السماح
2008 - مسلسل
العائد
2008 - مسلسل
الفاضي يعمل إيه
2008 - مسلسل
جودة شرف الدين - محلل نفسي
الهاربة ج1
2008 - مسلسل
بعد الفراق
2008 - مسلسل
حبيبي نائماً
2008 - فيلم
مدير الديسكو
راسين في الحلال
2008 - مسلسل - سيت كوم
شرف فتح الباب
2008 - مسلسل
قاضي المحكمة العليا بالإسكندرية
شط إسكندرية
2008 - مسلسل
طائر التمساح
2008 - مسلسل
طباخ الريس
2008 - فيلم
على جنب يا أسطى
2008 - فيلم
السائح العربى بالكباريه
كاريوكي
2008 - فيلم
هشام
كلمة حق
2008 - مسلسل
نقطة رجوع
2008 - فيلم
الدكتور حلمى مرجان
أحلام الفتى الطايش
2007 - فيلم
كاشير المكتبة
أزهار
2007 - مسلسل
الدالي ج1
2007 - مسلسل
العقيد حمدي
بنات عمري
2007 - مسلسل
حكايات المدندش
2007 - مسلسل
خمس نجوم
2007 - فيلم
عمليات خاصة
2007 - فيلم
عيون ورماد
2007 - مسلسل
غريب الدار
2007 - مسلسل
كركر
2007 - فيلم
المأذون
كشف حساب
2007 - فيلم
ضابط مباحث
مرجان أحمد مرجان
2007 - فيلم
نقطة نظام
2007 - مسلسل
هي فوضى؟
2007 - فيلم
الإمام المراغي
2006 - مسلسل
الملك جورج الخامس
السفينة
2006 - مسلسل
آن الأوان
2006 - مسلسل
أوقات فراغ
2006 - فيلم
أستاذ كلية الهندسة
خيانة مشروعة
2006 - فيلم
راجل وست ستات ج1
2006 - مسلسل
صباحو كدب
2006 - فيلم
صاحب النقوط
عفريت القرش
2006 - مسلسل
عودة الندلة
2006 - فيلم
لعبة الحب
2006 - فيلم
عز (زميل عصام وليلى في العمل)
نور الصباح
2006 - مسلسل
واحد من الناس
2006 - فيلم
مذيع قاعة الاحتفالات
الشارد
2005 - مسلسل
المنادي
2005 - مسلسل
درس خصوصي
2005 - فيلم
المحامي
ليلة سقوط بغداد
2005 - فيلم
مهندس
صاحب صاحبه
2002 - فيلم
موظف إستقبال الفندق
جاءنا البيان التالي
2001 - فيلم
مساعد رياض غانم 1
رشة جريئة
2001 - فيلم
شورت وفانلة وكاب
2000 - فيلم
الحب في الثلاجة